# 44 Virginis
44 Virginis (k Virginis) é uma estrela na direção da Virgo. Possui uma ascensão reta de 12h 59m 39.55s e uma declinação de −03° 48′ 43.0″. Sua magnitude aparente é igual a 5.79. Considerando sua distância de 298 anos-luz em relação à Terra, sua magnitude absoluta é igual a 0.99. Pertence à classe espectral A3V.